# Pianosonate nr. 31 (Beethoven)
De Pianosonate nr.31 op.110 in As-groot is een compositie van Ludwig van Beethoven, gecomponeerd in 1821. Het is de centrale pianosonate in een groep van drie (opus 109-110-111) die Beethoven schreef tussen 1820 en 1822, en de 31e van zijn gepubliceerde pianosonates
De sonate bestaat uit drie min of meer in elkaar overgaande delen:
- Deel 1 is een moderato in sonatevorm met bovenschrift con amabilità.
- Dan volgt een "Allegro Molto" in scherzo - trio vorm.
- Finale, bestaand uit een langzaam recitatief als inleiding, overgaand in een arioso dolente, dan een fuga, een terugkeer van het arioso, dan een tweede fuga die opbouwt naar de bevestigende afsluiting.

## Ontstaansgeschiedenis
In de zomer van 1819 vroeg Moritz Schlesinger, van de firma Schlesinger muziekuitgevers uit Berlijn aan Beethoven om enige composities. Na wat onderhandelingen per brief, en ondanks de klachten van de uitgever over het feit dat Beethoven de publicatierechten wilde behouden voor uitgave in Engeland en Schotland, ging Schlesinger akkoord met het kopen van een stel Liederen voor 60 dukaten en drie pianosonates voor 90 dukaten (Beethoven vroeg aanvankelijk 120 dukaten voor de sonates). In mei 1820 ging Beethoven akkoord. Hij had de liederen toen al beschikbaar (het betrof de 25 Schotse Liederen, geschreven in 1818, opus 108) voor publicatie en beloofde de sonates binnen 3 maanden na te leveren. Dit betrof de drie sonates opus 109, 110 en 111.
Beethoven werd verhinderd de drie beloofde sonates op tijd te leveren. Opus 109 werd wel in 1820 geleverd, maar correspondentie laat zien dat opus 110 midden december 1821 nog niet af was, en het werk werd pas op 25 december 1821 door Beethoven als 'klaar' ondertekend. De sonate werd vermoedelijk kort daarop aan de uitgever geleverd, want in januari 1822 ontving Beethoven er 30 dukaten voor. In 1822 werd opus 111 pas gepubliceerd.

## Vorm
Alfred Brendel karakteriseert de hoofdthema's van de sonate als allen afgeleid van een hexachord, de eerste zes tonen van de diatonische toonladder, en van de intervallen van de terts en kwart die dat hexachord verdelen. Hij wijst er ook op dat tegenbeweging een aspect is dat vaak voorkomt in deze sonate, in het bijzonder in het tweede deel.

### 1e deel
Het 1e deel is voorzien van het bovenschrift Moderato cantabile molto espressivo ("in gematigd tempo, zangerig en zeer expressief"). Denis Matthews beschrijft deel 1 als een 'geordende, voorspelbare sonatevorm'. Charles Rosen noemt de structuur van dit deel Haydnesque. De opening bevat voorts de aanduiding con amabilità (letterlijk "met beminnelijkheid"). Na een korte stop op de dominant schrijdt de opening voort in een cantabile thema in rustige driekwartsmaat, begeleid door zestienden in de linkerhand. De twee themagroep staat in de dominant toonsoort Es en bevat versierde, gearpeggieerde en omspeelde figuren en een bas die in drie stappen afdaalt van Es naar G terwijl de melodie een sext stijgt. De expositie eindigt met een cadensachtig thema. De herhaling van de expositie wordt niet in de partituur aangegeven, en Beethoven wil blijkbaar dat het stuk gelijk doorgaat in de doorwerking.
De sectie van de doorwerking die Rosen 'radicaal eenvoudig' noemt bestaat uit herhaling van delen en motieven van de eerste themagroep in een dalende sequens, met onderliggende zestiendenomspelingen. Tovey vergelijkt de kunstige eenvoud van de doorwerking met de entasis van de kolommen van het Parthenon.
De reprise begint conventioneel met een herhaling van de openingsgroep in de tonica As groot, waar Beethoven het combineert met het gebroken overgangsgroepmotief. Het cantabile thema moduleert geleidelijk via de subdominant naar E-groot (een toonsoort die ver weg lijkt te staan van As-groot, en die zowel Matthews als Tovey beredeneren door het te zien als een enharmonische notatievereenvoudiging van Fes-groot). De muziek moduleert echter alras weer terug naar de originele uitgangstoonsoort As-groot. Het deel sluit af met een cadens op een orgelpunt op de tonica.

### 2e deel
Dit "Allegro molto" in f-klein heeft de vorm van een scherzo met trio (A-B-A). Matthews beschrijft het als "beknopt, kort en bondig" en Kinderman as "humoristisch" hoewel het in een mineur toonsoort staat. Het ritme is nogal complex met vele syncopen en accenten op onverwachte plekken, waardoor het stuk poli-interpretabel wordt in ritmisch opzicht. Tovey bemerkt dat deze dubbelzinnigheid opzettelijk is: het zou een poging zijn om het deel als Gavotte te laten werken, door de korte maatlengte (tweekwarts) en de vele accenten. Of dit op waarheid berust is niet duidelijk, immers als Beethoven een gavotte had willen schrijven had hij dat gewoon kunnen doen.
Beethoven gebruikt antifonale elementen in de dynamiek (4 maten zacht, die contrastreren met de volgende 4 maten die sterk zijn), en opent het deel met een motief van zes dalende tonen. Cooper vindt dat Beethoven hier geneigd is de ruwere, plattere zijde van zijn humor te tonen, omdat dit stukje lijkt op twee volksliedjes, Unsa kätz häd kaz'ln g'habt (onze kat heeft kittens) en Ich bin lüderlich, du bist lüderlich (ik ben liederlijk, jij bent liederlijk). Tovey baseerde deze theorie over de oorsprong van de thema's op het feit dat de eerste van de liedjes al eerder Beethoven was gemaakt al arrangement van een volksliedje, een arrangementje dat hij schreef als betaling van porto aan een postbode, hetgeen duidelijk zou maken dat Beethoven niet veel belang hechtte aan de thematiek van volksliedjes, maar het slechts als bouwmateriaal gebruikte.
Het B-gedeelte in Des groot, valt op door enorme sprongen en grillig dalende loopjes die door een stijgende syncopische begeleiding worden ondersteund. Opvallend zijn de hoge accenten op oneven maatdelen. Dit tussendeel eindigt rustig en voert terug op het (gemodificeerde) thema van het A-gedeelte. Het deel eindigt met een kort coda dat bestaat uit akkoorden op syncopische plekken die harmonisch ongemakkelijk in een in F -groot uitgeschreven arpeggio uitkomen.

### 3e deel
De structuur van het laatste deel bestaat grofweg uit twee langzame arioso's afgewisseld met twee fugasecties. In Brendel's analyse zijn er 6 secties: recitatief, arioso, 1e fuga, arioso, fuga in omkering, homofone afsluiting.
Het deel gebruikt de slotvertraging van het scherzo met de F-groot-arpeggio om op te lossen in bes-klein, waardoor er een schijnbaar naadloze overgang is tussen de ruwe humor en het meditatieve klagende Arioso in as klein, dat na het recitatief volgt. Diverse commentatoren (waaronder Rosen en Kinderman) beschouwen dit recitatief als een opera-element. Het recitatief, waarvan het tempo vaak wisselt en waarin Beethoven met klankeffecten als ritmisch genuanceerd uitgeschreven repeteertonen en pedaaleffecten werkt, voert tot het arioso dolente, een treurzang waarvan de contouren doen denken aan het thema van het 2e deel: het motief van de dalende 6 noten (hoewel Tovey dit niet significant vindt). De treurzang wordt ondersteund door repeterende zachte akkoorden in de linkerhand.
Dit arioso voert naar een driestemmige fuga waarvan het thema (de 'dux') is afgeleid van het thema van het eerste deel (drie parallel stijgende kwartsprongen) (in deel 1 was het motief: C-As-Des-Bes-Es etc. en nu in de fuga is het motief As-Des-Bes-Es-C-F etc.). Een aanzet van dit motief wordt al gegeven in de op voorlaatste maat van deel 1 (onderstem bovenste systeem) . De tegenstemmen (contrasubjecten) bewegen in kleinere intervallen. Kinderman ziet een parallel tussen deze fuga en de fughetta van de latere Diabelli Variaties, en overeenkomsten met het Agnus Dei en de Dona Nobis Pacem delen van de in dezelfde tijd ontstane Missa Solemnis (schetsen van opus 110 en de Missa Solemnis zijn door elkaar aangetroffen in hetzelfde schetsboek).
Nadat Beethoven een verkleining van het thema invoert komt de eerste fuga tot rust op een dominant Es-akkoord en deze lost onverwachts niet terug naar As op maar naar g-klein en in deze toonsoort (een halve toon lager dan het eerste arioso) horen we een reprise van het arioso, nu met bovenschrift "ermattet" (uitgeput, afgemat). Kinderman beschouwt dit als een contrast tussen 'aarde pijn' van de treurzang en de 'troost en innerlijke sterkte' van de fuga, die nog geen afsluiting had bereikt. Rosen beschouwt dat g-klein als de toonsoort van de leidtoon voor As die de tweede arioso een gedempte afgevlakte kwaliteit geeft die de uitputting symboliseert, en Tovey omschrijft het gebroken ritme van dit tweede arioso als 'snikkend'.
Het tweede arioso eindigt met een zich herhalend G groot akkoord dat aanzwelt, (een klokgebeier?). De plotselinge omslag van het trieste g-klein naar G-groot biedt de overgang naar hernieuwde hoop en de tweede fuga kan starten. Deze fuga heeft hetzelfde thema als de eerste, maar nu is de volgorde van lage en hoge tonen omgekeerd. (G-C-A-D-B-E-D etc) . Het bovenschrift luidt nu "'wieder auflebend" (weer oplevend) ("poi a poi di nuovo vivente" - beetje bij beetje met hernieuwde kracht). In dit deel staan veel instructies voor de uitvoerende pianist. Er volgt een passage die begint met poi a poi en nach und nach (beetje bij beetje). Eerst moet de pianist una corda spelen (dus met linkerpedaal). Brendel beschouwt dit als een onwerkelijk, illussoir klankeffect. De fuga groeit ten slotte in intensiteit en sterkte. Nadat alle stemmen aanwezig zijn speelt de bas in langere noten (vergroting) het thema van de eerste fuga (waarbij ook het accent anders komt te liggen), terwijl de bovenstemmen hetzelfde thema in andere ritmes spelen. De fuga mondt voorts uit in snellere motieven die wild door elkaar dansen en geleidelijk aan wordt het linkerpedaal weggehaald. Tegen het einde wordt de fugatechniek verlaten en eindigt het stuk met bravoure in As-groot, waarbij de rustige achtsten van de fuga hebben plaatsgemaakt voor dwingende zestienden.
Matthews schrijft dat het niet gek is om de tweede fuga van de finale te zien "als een bijeenrapen van vertrouwen na ziekte en wanhoop". een thematiek die ook in andere latere werken van Beethoven kan worden gezien (Brendel vergelijkt het met de Cavatina uit Strijkkwartet Op. 130). Cooper beschrijft het coda als "gepassioneerd" en "heroïsch", maar "niet misplaatst na de verlichte naakte waarheid van het tweede arioso". Rosen beweert dat dit deel de eerste keer in de muziekgeschiedenis is waar de academische middelen van contrapunt en fugatechniek geïntegreerd worden in een compositorisch dramawerk, en observeert dat "Beethoven in dit werk niet enkel de terugkeer van het leven symboliseert maar dat hij de luisteraar dit proces fysiek laat waarnemen".

## Bladmuziek
De volledige partituur van deze pianosonate is beschikbaar bij het International Music Score Library Project.